# Siegfried Schneider

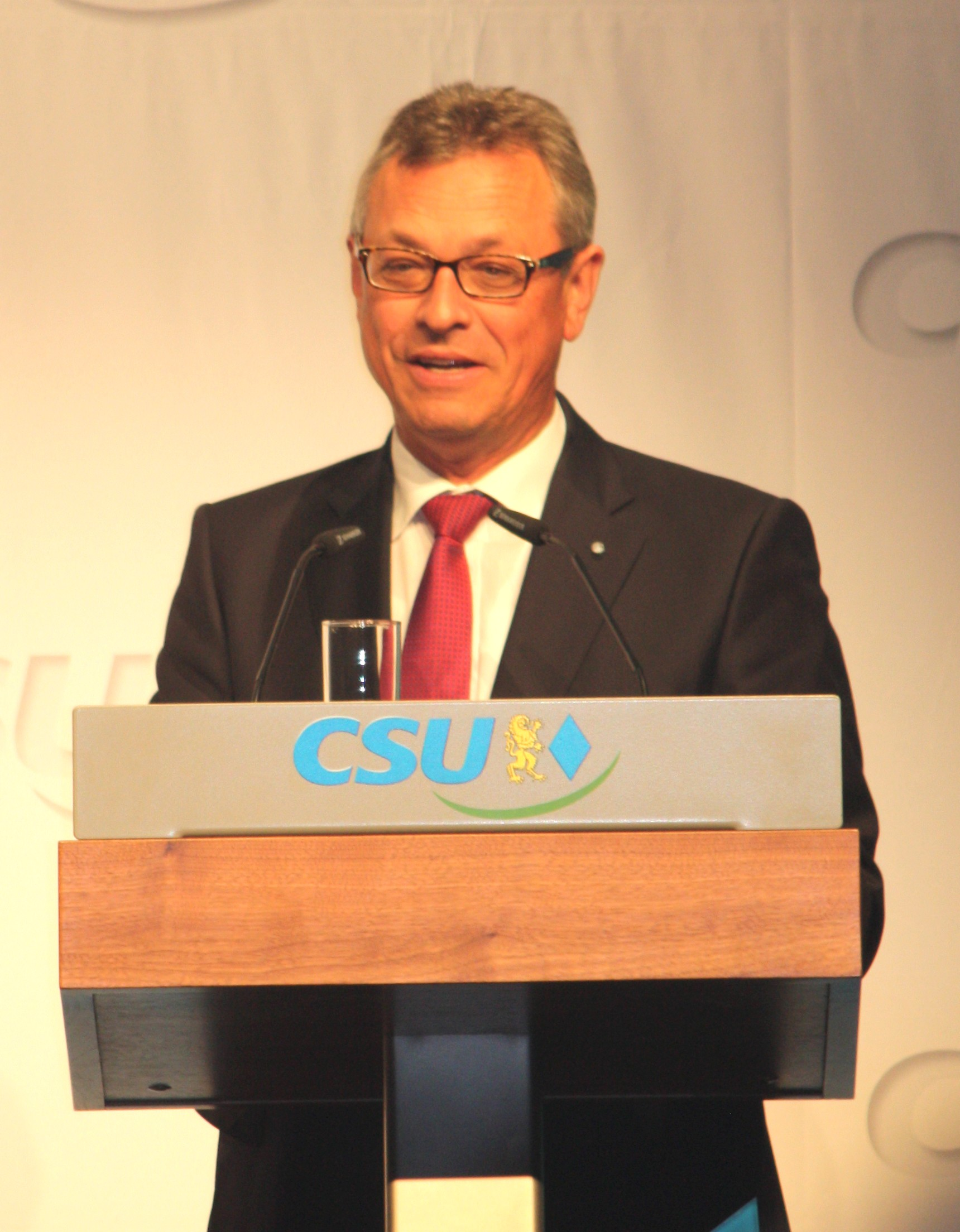
Siegfried Schneider 2011 bei seinem Abschied als CSU-Bezirksvorsitzender

Siegfried Schneider (* 7. April 1956 in Oberzell) ist ein deutscher Politiker (CSU). Er war als Staatsminister Leiter der Bayerischen Staatskanzlei. Er war 2007 bis 2011 Bezirksvorsitzender der CSU Oberbayern.
Als für Medien zuständiger Minister war Schneider zudem Vorstandsvorsitzender des MedienCampus Bayern, seit November 2011 ist er stellvertretender Vorsitzender. Vom 1. Oktober 2011 bis September 2021 war Schneider Präsident der Bayerischen Landeszentrale für neue Medien.

## Ausbildung und Beruf
Nach dem Abitur 1975 am Reuchlin-Gymnasium Ingolstadt leistete Schneider seinen Grundwehrdienst bei den Pionieren in Ingolstadt, anschließend nahm er an der Katholischen Universität Eichstätt ein Studium für das Lehramt an Volksschulen auf (1977–1980). Zwischen 1980 und 1994 arbeitete er als Lehrer an verschiedenen Grund-, Haupt- und Förderschulen. Während seines Studiums wurde Schneider Mitglied der katholischen Studentenverbindung K.D.St.V. Alcimonia Eichstätt im CV. Später wurde er noch Mitglied der KDStV Aenania München.

## Politik
Seine politische Laufbahn begann 1977 mit dem Eintritt in die CSU. 1985 wurde Schneider in den Kreisvorstand der CSU im Landkreis Eichstätt gewählt, 1987 zum CSU-Ortsvorsitzenden und 1990 in den Gemeinderat seines Wohnortes Wettstetten. Am 25. September 1994 wurde Schneider über die Liste der CSU Oberbayern in den Bayerischen Landtag gewählt. 1998 trat Schneider dann als Direktkandidat für den Bayerischen Landtag im Stimmkreis Eichstätt an und erhielt 56,6 Prozent der abgegebenen Erststimmen. 1996 folgte zudem die Wahl in den Kreistag des Landkreises Eichstätt. 1997 wurde er Mitglied des Bezirksvorstands der CSU in Oberbayern und ist dort seit 2001 stellvertretender Bezirksvorsitzender.
Am 30. Juni 2007 wurde er als Nachfolger des bisherigen Amtsinhabers Alois Glück in einer Kampfabstimmung gegen Thomas Goppel zum Bezirksvorsitzenden der CSU Oberbayern gewählt. Am 23. Juli 2011 löste ihn Ilse Aigner in diesem Amt ab.

### Landtagsabgeordneter
Als Landtagsabgeordneter, er vertrat den Stimmkreis Eichstätt (Wahlkreis Oberbayern), machte er bald durch bildungspolitische Vorstöße auf sich aufmerksam, beispielsweise mit seinem Eintreten für eine längere gemeinsame Grundschulzeit. 2002 wurde er bildungspolitischer Sprecher der CSU-Landtagsfraktion. Von 2002 bis 2003 fungierte er als stellvertretender Vorsitzender des Ausschusses für Bildung, Jugend und Sport im Landtag. 2003 übernahm er den Vorsitz dieses Ausschusses. Als Sprecher der oberbayerischen CSU-Abgeordneten konnte er viele Oberbayern in wichtigen Ausschüssen positionieren. Sein Landtagsmandat legte er zum 13. Mai 2011 nieder.

### Kultusminister
Am 20. April 2005 trat Siegfried Schneider die Nachfolge der im Zusammenhang mit der Münchner CSU-Affäre am 15. April 2005 zurückgetretenen Monika Hohlmeier als Bayerischer Staatsminister für Unterricht und Kultus an. Am 21. April 2005 erfolgte seine Vereidigung. Mit Schneider rückte ein weiterer Politiker der 94er-Gruppe, zu denen Fraktionschef Joachim Herrmann und Sozialministerin Christa Stewens zählen, in eine wichtige Position.
Als Kultusminister setzte Schneider schnell deutlich die Akzente seiner Politik. Die Zahl der offenen und gebundenen Ganztagsschulen sollte unter ihm erhöht werden. Mit den „Modus 21-Maßnahmen“ wurden den Schulen mehr Selbständigkeit in den Bereichen Schulorganisation, Individualförderung, Leistungserhebungen und Personalführung übertragen. Auf dem Fachkongress Qualitätssicherung an Bayerns Schulen am 25. November 2005 in Eichstätt kündigte Schneider an, mit einer Beruflichen Oberschule einen weiteren Weg zur Hochschulreife für Jugendliche mit abgeschlossener Berufsausbildung einzurichten. Auch eine Reform der Hauptschule, die stärker berufsvorbereitend orientiert werden soll, kündigte Schneider im Herbst 2006 an.
Harte Kritik übte Schneider an dem OECD-Bildungsanalysten Andreas Schleicher, dem er vorwirft, in seinen Analysen des bayerischen und deutschen Schulsystems einseitig und simplifizierend vorzugehen, wenn er von geringer Durchlässigkeit und einem starken Zusammenhang von sozialem Hintergrund und schulischem Erfolg spricht. Bei seiner „gebetsmühlenhaft wiederholten und einseitigen Forderung“ nach mehr Abiturienten und Hochschulabsolventen ignoriere Schleicher vollkommen den Stellenwert der beruflichen Bildung in Deutschland, obwohl in Deutschland im OECD-Vergleich eine weit über dem Durchschnitt liegende Zahl der 25-64-Jährigen über einen Abschluss im Sekundarbereich II verfüge.
Die massive Kritik von UN-Menschenrechtsinspektor Vernor Muñoz am deutschen gegliederten Schulsystem im März 2007 wies Schneider mit folgenden Worten zurück. „Das gegliederte Schulsystem bietet sehr gute Voraussetzungen, um Kinder und Jugendliche entsprechend ihren Talenten und Interessen optimal zu fördern.“ Vernor Muñoz, UN-Inspektor für das Recht auf Bildung, war im Februar 2007 zehn Tage lang in Deutschland unterwegs, um die Chancengleichheit an deutschen Schulen zu untersuchen.
Schneider wurde aber auch vorgeworfen, einige Probleme der Schulpolitik, insbesondere beim achtjährigen Gymnasium und bei den Hauptschulen nicht in den Griff zu bekommen.

### Leiter der Staatskanzlei
Nach der Landtagswahl 2008 wurde er von Ministerpräsident Horst Seehofer nicht erneut als Kultusminister, sondern als Leiter der Staatskanzlei mit Ministerrang in das Kabinett Seehofer I berufen. Dieses Amt übte er bis zum 17. März 2011 aus.

## Bayerische Landeszentrale für neue Medien
Siegfried Schneider wurde am 24. Februar 2011 zum Präsidenten der Bayerischen Landeszentrale für neue Medien in der Nachfolge von Wolf-Dieter Ring gewählt. Er erhielt 33 von 44 Stimmen; 11 Stimmen erhielt seine Gegenkandidatin Goderbauer-Marchner. Schneider trat das Amt am 1. Oktober 2011 an. Zum 1. Oktober 2021 ging Schneider in den Ruhestand. Bei seinem Ausscheiden forderte er im Jahr 2021, deutliche Einschnitte bei der Radio- und Fernsehwerbung für die öffentlich-rechtlichen Sender.
Von 2019 bis 2021 war er Vorsitzender der Technischen Konferenz der Landesmedienanstalten (TKLM). Von Januar 2016 bis Ende 2017 war er Vorsitzender der Direktorenkonferenz der Landesmedienanstalten (DLM) und der Kommission für Zulassung und Aufsicht (ZAK), von Ende 2011 bis Ende 2015 Vorsitzender der Kommission für Jugendmedienschutz (KJM).

## Mediaschool Bayern
Zum 1. März 2022 übernahm Schneider von Heinz Heim die Geschäftsführung der Mediaschool Bayern  gGmbH. 
Gemeinsam mit Heim hatte Schneider als BLM-Präsident die Weiterentwicklung der Aus- und Fortbildungskanäle („afk“) hin zur Marke Mediaschool vorangetrieben und die Zusammenführung der Münchner Anbietervereine Radio afk M94.5 und afk tv im Jahr 2018 realisiert. Zum 1. Juli 2023 übergab er seinen Geschäftsführerposten an Annette Kümmel.

## TSV 1860 München
Von November 2009 bis Juni 2015 gehörte er zum Aufsichtsrat und nach dessen Umbenennung zum Verwaltungsrat des TSV 1860 München. Von Juli 2013 bis Juni 2015 war er Vorsitzender des Gremiums. Nach dem Rücktritt des amtierenden Präsidiums wurde er am 21. Juni 2015 für eine Übergangszeit bis zu den regulären Neuwahlen durch den Verwaltungsrat zum Präsidenten des Vereins bestellt.

## Familie
Siegfried Schneider ist mit Elisabeth Schneider verheiratet und hat drei Kinder.

## Auszeichnungen
- Bayerische Verfassungsmedaille in Silber (2007)
- Bayerischer Verdienstorden (2009)
- Großoffizier des portugiesischen Verdienstordens (2009)
- Bayerische Verfassungsmedaille in Gold (2010)